# 23 v. Chr.
Portal Geschichte | Portal Biografien | Aktuelle Ereignisse | Jahreskalender | Tagesartikel

◄ |
2. Jahrhundert v. Chr. |
1. Jahrhundert v. Chr. |
1. Jahrhundert |
►

◄ | 40er v. Chr. | 30er v. Chr. | 20er v. Chr. | 10er v. Chr. |
0er v. Chr. |
►

◄◄ | ◄ | 26 v. Chr. | 25 v. Chr. | 24 v. Chr. | 23 v. Chr. |
22 v. Chr. |
21 v. Chr. |
20 v. Chr. |
► |
►►
Staatsoberhäupter

## Ereignisse

### Politik und Weltgeschehen
- Übertragung der tribunizischen Gewalt und der statthalterischen Amtsgewalt (imperium proconsulare) an Augustus auf Lebenszeit.

### Wirtschaft
- Kaiser Augustus führt eine feste Währungsordnung ein. Das System unterscheidet Goldmünzen (Aureus), Silbermünzen (Denaurius), Messingmünzen (Sestertius, Dupondius) und Kupfermünzen (As). Es wirkt in ganz Europa bis weit in die Neuzeit, bevor der Schotte John Law 1716 am Hofe Ludwig XV. das erste echte Papiergeld einführt. Die Münzen zeigen allesamt das Haupt des Herrschers. Sie symbolisieren zudem das Ende der Römischen Republik. Die Münzen kursieren weltweit bis nach Skandinavien, in das Kaiserreich China, nach Indien und Afrika.

### Katastrophen
- Römische Stadtbrände: Nach einem Großbrand im Jahr 23 v. Chr. bildet Marcus Egnatius Rufus im folgenden Jahr eine private Feuerwehr aus 600 Sklaven.

## Geboren
- um 23 v. Chr.: Herodes Archelaos, König von Judäa († um 18 n. Chr.)

## Gestorben

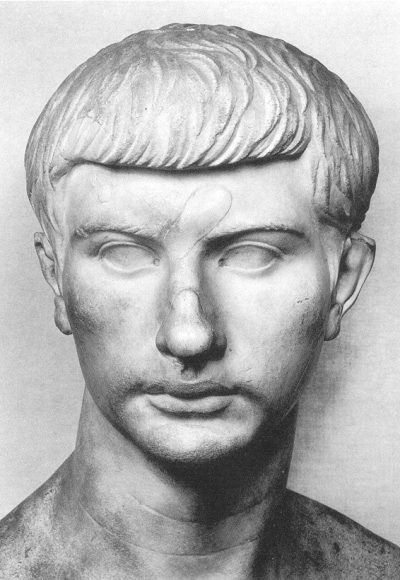
Mögliches Porträt des Marcellus

- Marcus Claudius Marcellus, Neffe des Augustus (* 42 v. Chr.)